# 코로나 키엘체
코로나 키엘체(Korona Kielce)는 폴란드의 축구 클럽으로, 키엘체를 연고지로 한다. 2011-12 시즌에서 엑스트라클라사에 참가하고 있다.

## 성적
- 폴란드 컵:
  - 준우승 1회 (2006/07)

## 선수단

### 현재 소속 선수
2025년 2월 4일 기준

참고: FIFA 자격 규정에 따라 소속된 국가대표팀 국기를 표시합니다. 선수는 복수의 FIFA 비회원국 국적을 가지고 있을 수 있습니다.
| 번호 | 포지션 | 국적     | 이름                |
| ---- | ------ | -------- | ------------------- |
| 2    | DF     |          | 도미닉 제이터       |
| 8    | MF     |          | 마틴 레마클         |
| 9    | FW     | 벨라루스 | 예브게니 시카브카   |
| 11   | MF     |          | 노노                |
| 18   | MF     | 이스라엘 | 요아프 호프마이스터 |
| 20   | FW     |          | 아드리안 달마우     |
| 28   | DF     |          | 마커스 고딘호       |

| 번호 | 포지션 | 국적 | 이름 |
| ---- | ------ | ---- | ---- |

## 역대 감독
| 감독              | 임기        |
| ----------------- | ----------- |
| 야체크 지엘린스키 | 2007 ~ 2008 |

## 사진

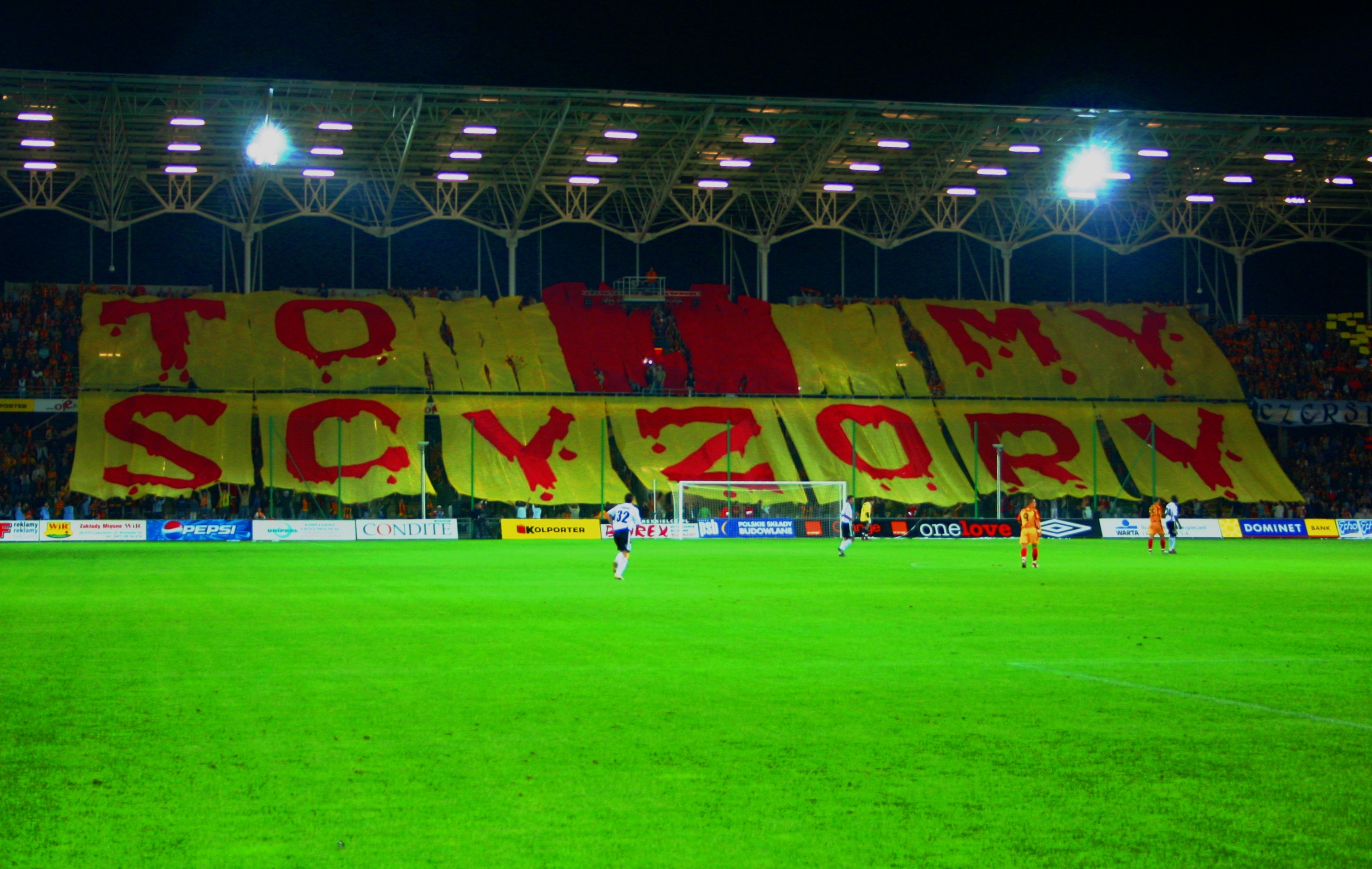
경기장에 모인 서포터들
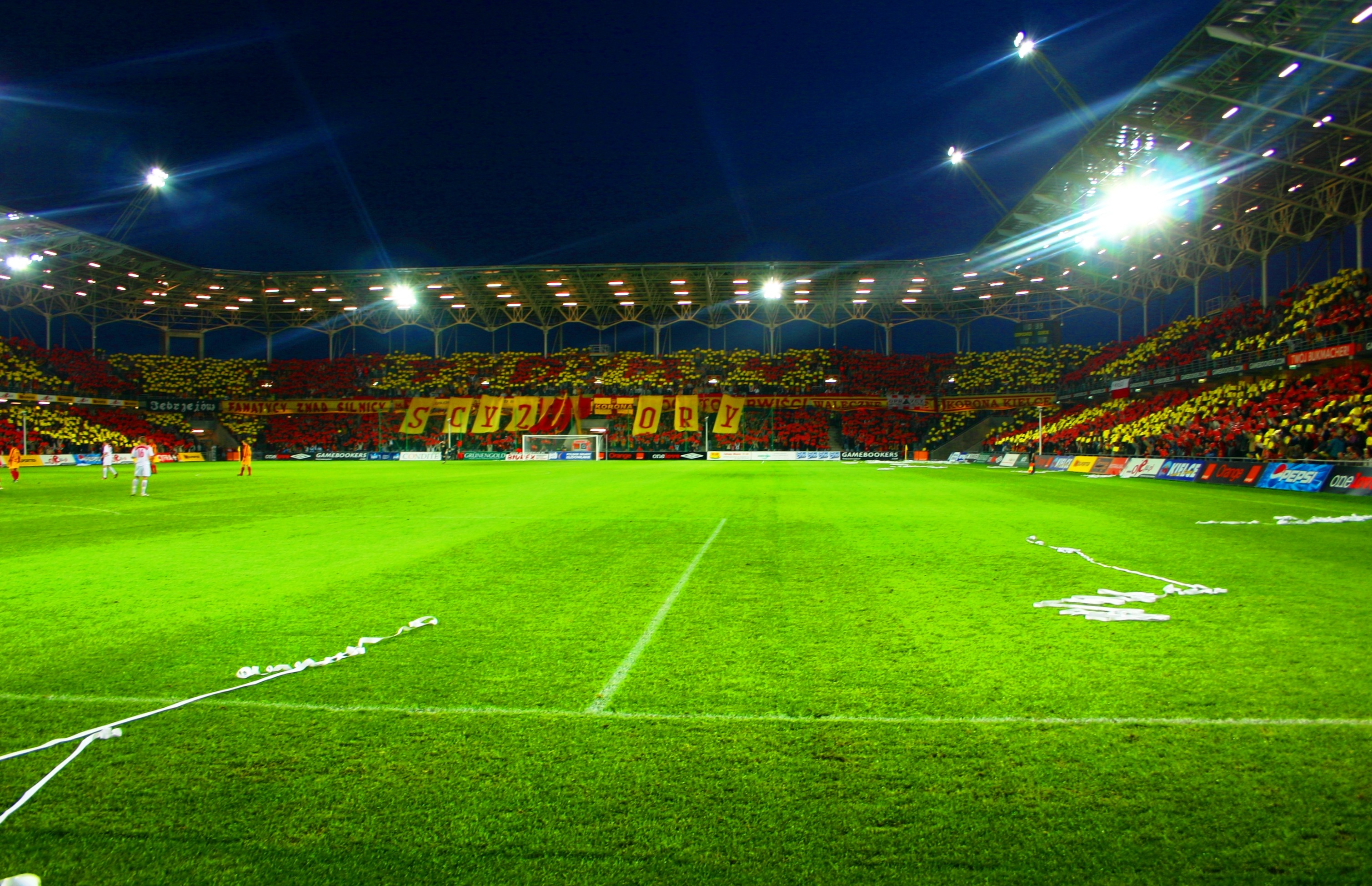
경기장 전경

## 같이 보기
- 폴란드 축구 국가대표팀